# Postulát
Postulát je jedním ze základních pojmů logiky, přírodních věd (zejména fyziky) i filozofie a označuje výchozí předpoklad, který je v dané teorii přijímán jako pravdivý. Jeho pravdivost přitom není v rámci dané teorie logicky dokazována ani dokazatelná. Pojem postulátu je často užíván zejména ve fyzice, kde je v podstatě synonymem pojmu axiom, který je častější v matematice a geometrii, zatímco další pojem hypotéza je častější v méně formálních či formalizovatelných teoretických systémech (biologie, společenské vědy, atp.) a je možné ji po určitém ověřování buď potvrdit či vyvrátit.
Jsou-li v teorii přijaty určité vstupní postuláty, lze z nich logickou cestou odvodit další tvrzení a studovat, zda jsou pravdivá či nikoliv – např. porovnáním s experimentem. Zatímco zevnitř daného systému lze studovat, zda jsou dané postuláty navzájem logicky slučitelné či konzistentní, lze rozšířením teorie studovat či diskutovat též o pravdivosti samotných postulátů. Obvykle ve vědě dáváme přednost takové teorii, která je založena na menším množství navzájem nezávislých a logicky konzistentních postulátů.

## Příklady známých postulátů

### Matematické postuláty
Nejznámější a nejpoužívanější typ geometrie, tzv. Eukleidovská geometrie, je založena na pěti postulátech definovaných Eukleidem:
1. Máme-li dány dva body, existuje právě jedna přímka, která jimi prochází.
2. Konečnou přímou čáru (úsečku) můžeme prodloužit tak, že vznikne opět úsečka.
3. Je možné nakreslit kružnici s libovolným středem a poloměrem.
4. Všechny pravé úhly jsou si rovny.
5. K danému bodu a přímce lze sestrojit právě jednu rovnoběžku, která prochází daným bodem. (tzv. postulát rovnoběžnosti).

V matematice ovšem pojem postulát prakticky splývá s pojmem axiom, jinými slovy axiom je matematický postulát.

### Fyzikální postuláty
Ve fyzice mohou být všechny základní teorie definovány pomocí určitého systému postulátů, často nazývaných též principy.
Např. speciální teorie relativity uplatňuje dva hlavní postuláty: speciální princip relativity a princip konstantní rychlosti světla.
Na určitém systému postulátů je založena též kvantová mechanika. Příkladem je postulát, že každému kvantovému systému lze přiřadit určitý Hilbertův prostor.
Příkladem postulátů, které lze dokázat v rámci obecnější teorie (např. statistické fyziky), jsou např. tři postuláty, s nimiž pracuje molekulárně kinetická teorie látek:
1. Látky se skládají z atomů, molekul a iontů, které se neustále a neuspořádaně pohybují.
2. Mezi částicemi existují mezery.
3. Mezi částicemi působí síly přitažlivé a síly odpudivé.

Obecnějšími příklady postulátů jsou principy či zákony zachování v přírodních vědách (např. zákon zachovávání energie, hmoty apod.). I tyto postuláty lze dokázat v rámci obecnější fyzikální teorie, ve které jsou zákony zachováni logickými důsledky obecných principů symetrie. Postulát tedy není vhodné chápat jako „samozřejmou pravdu“, o které v žádné souvislosti již není potřeba diskutovat, ale jako „vhodný předpoklad“, na základě kterého lze dále logicky vyvozovat a výsledky porovnat např. s experimentem.

## Rozdíly mezi axiomy a postuláty
Postuláty se snažíme vybírat tak, aby se ukázaly jako pravdivé v co nejvíce případech, nicméně se od nich na rozdíl od axiomů nepředpokládá, že by byly pravdivé vždy. Postuláty primárně neslouží k budování teorie, nýbrž k explanaci (tj. vědeckému vysvětlení zkoumaného problému). Výroky dedukované z postulátů jsou pravdivé pouze s určitou pravděpodobností, jsou to hypotézy, které je třeba empiricky ověřit. Věty dedukované z axiomů ověřovat není třeba.
Např. humanistická psychologie má následujících 5 postulátů:
1. Člověk jako takový je něčím víc než sumou svých částí; je osobou, nikoli organismem.
2. Člověk existuje v lidském prostředí; je třeba jej pojímat v sociálním kontextu a v rámci jeho interpersonálních vazeb.
3. Člověk je vědomý; středem lidské zkušenosti je vědomí, které vykazuje kontinuitu.
4. Člověk má možnost volby a s ní spojenou odpovědnost.
5. Člověk je intencionálně činný; je si vědom toho, že je strůjcem své budoucnosti, dává smysl své činnosti, usiluje o dosahování svých cílů, tvoří hodnoty.

U axiomů se předpokládá jejich pravdivost na základě jejich zjevnosti. Naproti tomu, žádný z výše uvedených postulátů humanistické psychologie není nijak zjevný. Např. behaviorismus nebo psychoanalýza mají na člověka zcela odlišný názor. Slovo "postulát" česky znamená "požadavek" nebo "žádost". Humanistická psychologie v tomto smyslu tedy "požaduje", aby byl člověk studován v rámci výše zmíněných postulátů, neboť v ní panuje přesvědčení, že k výkladu a pochopení člověka je vhodné jej takhle vnímat. Rozhodně ale nepředpokládá, že by její postuláty byly pravdivé univerzálně -- tak např. při patologických stavech je nepravdivost některých očividná (člověk v kómatu rozhodně není ani vědomý, ani intencionálně činný).
Axiomy bývají někdy ve formálních vědách zaměňovány za postuláty, nicméně k obdobné záměně na poli věd empirických a sociálních nedochází (postuláty za axiomy zaměňovány nebývají).